# Sigismond Stojowski

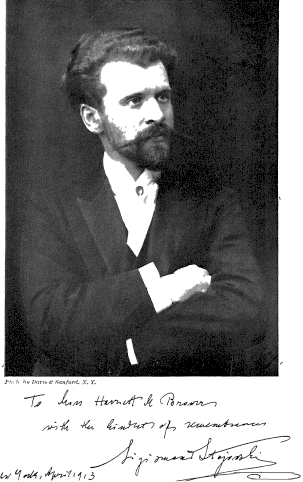
Sigismond Stojowski

Sigismond Stojowski  (Zygmunt Stojowski; * 27. Märzjul. / 8. April 1870greg. in Strzelce bei Kielce; andere mögliche Geburtsdaten sind der 2. oder 14. Mai der Jahre 1863, 1869, 1871 oder 1876; † 5. November 1946 in New York) war ein polnischer Pianist und Komponist.

## Leben und Wirken
Stojowski war in Krakau Schüler von Władysław Żeleński (1837–1921). 1887 ging er nach Paris, wo er am Conservatoire bei Louis Diémer, Léo Delibes und Théodore Dubois studierte. Daneben studierte er an der Sorbonne Philosophie, Geschichte und Literatur. Ab 1891 nahm er Klavierunterricht bei Ignatz Paderewski.
Stojowskis internationale Karriere als Komponist und Pianist begann mit einem Konzert im Salle Erard in Paris 1891, bei dem er unter Benjamin Godard sein erstes Klavierkonzert aufführte. In der Folgezeit trat er mit den bedeutendsten Orchestern Deutschlands und Englands auf, wo auch seine Werke mit großem Erfolg aufgeführt wurden. Seine d-Moll-Sinfonie erhielt beim internationalen Paderewski-Wettbewerb 1898 in Leipzig den ersten Preis, die Fantazja Polska beim Maurycy-Zamoyski-Wettbewerb den zweiten Preis. Sowohl Brahms als auch Tschaikowski äußerten sich anerkennend über seine Kompositionen.
Ende 1905 übersiedelte er in die USA, wo er sich ebenfalls in kürzester Zeit als Pianist einen Namen machte. Bereits 1906 führte er mit dem New York Symphony Orchestra unter Frank Damrosch in der Carnegie Hall Saint-Saëns 4. Klavierkonzert auf. Neben seiner umfangreichen Konzerttätigkeit war Stojowski stets auch als Lehrer aktiv: bis 1911 am Institute of Musical Art (aus dem später die Juilliard School of Music hervorging), dann bis 1918 an der Von Ende School of Music. Daneben gab er Sommerkurse und Meisterklassen in zahlreichen Städten der USA, aber auch in Kanada und Südamerika, seit 1940 auch an der Juilliard School. Seine bekanntesten Schüler waren Aleksander Brachocki, Antonia Brico, Phyllida Ashley, Oscar Levant, Mischa Levitzki, Arthur Loesser, Alfred Newman, Guiomar Novaes, Harriet Ware und Luisa Mathilde Moralès-Macedo.
Stojowski komponierte eine Sinfonie, ein Violinkonzert und zwei Klavierkonzerte, eine Rhapsodie symphonique für Klavier und Orchester, ein Konzertstück für Cello und Orchester, zwei Kantaten, zahlreiche Klavierstücke, kammermusikalische Werke und Lieder.